# Semana Santa en Gandía
La Semana Santa de Gandía es una fiesta religiosa que se celebra en Gandía sin interrupción desde el año 1951, cuando se retomó la fiesta de conmemoración de la pasión y muerte de Jesús tras la Guerra Civil Española. Fue declarada Fiesta de Interés Turístico en 1983. y Fiesta de Interés Turístico Nacional en 2019.
Está formada por dieciocho hermandades y organizada por la Junta Mayor de Hermandades de Semana Santa.

## Historia
La Semana Santa de Gandía nace como una representación popular de la pasión, muerte y resurrección de Jesús. Era realizada en la Plaza del Mercado de la ciudad por histriones (actores) que no eran profesionales, sino gente del mismo pueblo. Se constata la gran participación del pueblo de Gandía de aquellos tiempos, siendo una constante a lo largo de los tiempos. La Semana Santa de Gandía nace, se desarrolla, se consolida y tiene su futuro en sus gentes, por lo que no es de extrañar que las Hermandades, allá por el siglo XIX, tuvieran su origen en asociaciones gremiales u oficios. Podemos destacar a los labradores en la de la Oración de Jesús en el Huerto, los carpinteros en la de Nuestro Padre Jesús Nazareno, los comerciantes de textil en la de la Santa Faz.
A partir de mediados del siglo XIX surgen las primeras Hermandades en la ciudad, participando de procesiones durante la Semana Santa. Estas procesiones se interrumpen con la llegada de la guerra civil española (1936-39), durante la cual se perderá la mayoría del patrimonio artístico que atesoraba la Semana Santa gandiense. 
La Semana Santa de Gandía renace nuevamente en los años cincuenta del siglo XX, concretamente en 1951 con la participación de siete hermandades en la procesión del Santo Entierro. El 10 de febrero de 1955 se aprueban los estatutos de la Junta Mayor de Hermandades de Semana Santa, asociación que aglutina a las Hermandades de la ciudad con el fin de organizar y dar mayor esplendor y religiosidad a la misma.

## Hermandades
La Semana Santa de Gandía está compuesta actualmente por dieciocho hermandades, que desfilan en el orden de la Pasión de Jesús.
Hermandad de la Entrada de Jesús en Jerusalén
Creada en 1982 por componentes del grupo sinodal de la Parroquia de Santa María Magdalena de Beniopa. Su grupo escultórico es del escultor valenciano Efraín Gómez Montón, compuesto por cinco figuras (Jesús, la burrita, dos apóstoles y un niño) al cual adornan con palmas. 
Tiene como propia la procesión del Sábado de Pasión por las calles de su barriada de Beniopa.
Hermandad de la Santa Cena Viviente
Se funda en el año 1977 teniendo como sede la parroquia de Santa Ana de Gandía. Nace tras la realización, con gran éxito, de un Via-Crucis viviente, y siguiendo esto, participan de las procesiones con una anda donde trece hombres representan la última cena de Jesús con comida y bebida reales. Cada cierto tiempo, Jesús eleva el pan y el cáliz, demostrando a la gente que observa la procesión que son personas reales y no esculturas. Realiza procesiones penitenciales propias el Martes Santo y el Jueves Santo.
Hermandad de la Sagrada Oración de Jesús en el Huerto
Existente en el siglo XIX, se refunda en 1951. Su grupo escultórico está compuesto por un Cristo Orante de la escuela de Salzillo, datado de 1783, y un Ángel de Antonio Sanjuán Villalba, además del trono-anda del mismo autor. Lleva también un olivo que colocan nuevo cada año. Desfila el Lunes Santo.
Hermandad de San Pedro Apóstol
Se fundó en el siglo XIX por estudiantes de Bachillerato del Real Colegio de las Escuelas Pías, y se refunda en 1960 por alumnos del mismo colegio. El grupo escultórico compuesto por San Pedro y un gallo y el trono-anda son del escultor Rafael Grafiá Jornet. Desde 2002 cuentan con una segunda imagen, Nuestro Señor del Perdón, realizada por Rafael y Miguel Ángel Grafiá mientras que el trono-anda es de José Manuel Montagud. Cuenta con la procesión penitencial de las tres negaciones el Viernes de Pasión y la propia del Martes Santo. 
Hermandad del Santísimo Cristo del Silencio
Se crea en 1952 con carácter penitencial. Realizan promesa de mantener silencio antes de iniciar sus procesiones. El Cristo del Silencio es obra del escultor Antonio Sanjuán Villalba, y en 1991 se realizó la imagen de Nuestra Señora del Silencio, obra de Ricardo Rico Tormo. El Miércoles Santo realizan su procesión. 
Hermandad de la Flagelación de Jesús atado a la Columna
Se refunda en 1952, y en 1966 se crea dentro de la hermandad una sección de penitentes, que desfilan con cadenas y seis cruces. Su grupo escultórico (Cristo sujeto a la columna, dos sayones con flagelos y un romano) y trono-anda es de Antonio Sanjuán Villaba, y desfilan el Lunes Santo en procesión penitencial y el Martes Santo en la suya propia.
Hermandad del Santísimo Cristo Ecce-Homo
Participaba ya de las procesiones a mediados del siglo XIX, y se refunda en 1952, muy arraigada al barrio del Raval y a su parroquia de San José. Vicente Geriqué Chust es el autor del grupo escultórico (Jesús, Pilatos, un romano y un esclavo negro) y el trono-anda. Procesiona con ellos una talla de un metro de altura, conocida popularmente como Ecciamet, que data del siglo XVIII y es propiedad de los vecinos de la calle Algepseria, que la salvaron de la quema en la Guerra Civil. Procesiona el Martes Santo en su Via-Crucis y el Miércoles Santo en su procesión. 
Hermandad de Nuestro Padre Jesús Nazareno
Se refunda en 1954, y procesiona con un Jesús con la Cruz de Vicente Rodilla Zanón, que es imagen de vestir. Desde 2001 cuentan con la imagen de María Madre, también de vestir, de Ricardo Rico Tormo. El trono-anda es de Vicente Català Peiró. Desfilan el Miércoles Santo en la procesión de las tres caídas y el Jueves Santo en su procesión. 
Hermandad de la Santa Faz
Se funda en 1954 gracias a comerciantes adscritos al gremio del textil. Miguel Ángel Casañ es el autor de su grupo escultórico formado por Cristo cargando la cruz junto al Cirineo y la Verónica enjuagando su rostro. Procesionan el Lunes Santo en su Via-Crucis y el Martes Santo en su procesión.
Hermandad de Cristo Yacente en la Crucifixión
Se funda en 1986, y realizan la imagen titular de su Cristo en 2002, por medio del escultor Ricardo Rico Tormo. Anteriormente habían desfilado con un Cristo propiedad de la Iglesia del Palacio Ducal. El Domingo de Ramos por la noche realizan el traslado de su imagen, y el Jueves Santo tiene lugar su procesión. 
Hermandad del Santísimo Cristo de las Angustias
Se crea en 1954, muy vinculada al barrio de la Sagrada Familia - Corea y a su parroquia. El escultor Miguel Ángel Casañ realizó su grupo escultórico formado por un Cristo clavado en la cruz y a sus pies María, Juan y Magdalena. El Lunes Santo tienen la Solemne Bajada del Cristo, y desfilan en su procesión propia el Jueves Santo.
Hermandad del Santísimo Cristo de la Buena Muerte
Se funda en el año 1956, vinculada a la parroquia de Cristo Rey. Su imagen de Cristo Crucificado es de José Rausell Sanchis (1957) y el trono-anda de Juan Ros Martí (1982). Ramón Cuenca Santo realiza en 2003 su segunda imagen de la Virgen del Consuelo con San Juan en el Calvario. El Martes Santo realizan la Solemne Bajada del Cristo y Via-Crucis, mientras que el Jueves Santo realizan su procesión. 
Hermandad de la Virgen Dolorosa
Existente a finales del siglo XIX, se refunda en el año 1953. Antonio Sanjuán Villalba realiza el anda procesional en 1954, desfilando con la imagen de la Virgen Dolorosa propiedad de la Congregación de Mujeres de Nuestra Señora de los Dolores, actualmente en la Insigne Colegiata de Gandia, hasta que en 1986 se encarga al mismo escultor la realización de una imagen. Procesionan el Viernes de Dolor con la procesión penitencial de los Siete Dolores de María y el Jueves Santo con su procesión.
Hermandad del Descendimiento
Se funda en el año 1955 en la barriada del Grao de Gandía, muy vinculado a su parroquia de San Nicolás. Su grupo escultórico, compuesto por siete figuras más la cruz, es obra del escultor Miguel Ángel Casañ. Procesionan por las calles del Grao el Miércoles Santo en su Via-Crucis y el Jueves Santo en su procesión. 
Hermandad de Nuestra Señora de la Piedad
Se funda en el año 1991, siendo la más reciente de las que componen la Semana Santa. Su grupo escultórico, basado en la obra de la Piedad de Miguel Ángel, fue realizado por José Estopinyà. Tienen una procesión penitencial el Viernes de Dolor, y su propia procesión tiene lugar el Jueves Santo.
Hermandad del Santo Sepulcro
Siendo también de los existentes en el siglo XIX, se refunda en 1950. El Cuerpo de la Guardia Civil ostenta la distinción de Hermano Mayor Honorario, participando de sus desfiles. Antonio Sanjuán Villalba realiza un trono-sepulcro consistente en una urna sepulcral con un cristo yacente. En 1990, José Rausell Sanchis realiza la imagen de la Virgen de la Esperanza. Como propia tienen la procesión de la Virgen de la Esperanza el Miércoles Santo.
Hermandad de la Santísima Cruz
Datada en el siglo XIX por medio de la Asociación de Caballeros de la Santa Cruz, fue la primera hermandad gandiana en refundarse tras la Guerra Civil Española, en 1940. La Cruz con la que procesionan es de Francisco Pérez Gomar, y en 1952 realizaron su trono-anda, obra el escultor Antonio Sanjuán Villalba. En 2004 el escultor Ricardo Rico Tormo realizó la imagen de María Magdalena. Con ella procesionan el Miércoles Santo. 
Hermandad de la Virgen de la Soledad
Se refunda en 1952 vinculada a la Iglesia del Palacio Ducal, y Antonio Sanjuán Villalba realiza la Virgen de la Soledad, una imagen de vestir, a la cual Ramón Granell pone trono-anda en 1954. En el siglo XIX desfilaba con una Virgen de la Soledad atribuida al maestro Salzillo, desaparecida durante la Guerra Civil. Procesionan el Sábado Santo.

## Junta Mayor de Hermandades de Semana Santa
Se funda en 1955, siendo creada como asociación religiosa que aglutina a las Hermandades de la ciudad de Gandía. En 1957 se adquiere la imagen del Cristo Resucitado, obra del escultor Antonio Sanjuán Villalba. En 1980 se celebran las bodas de plata, por lo que se adquiere un "local-museo", ubicado en la calle Abad Sola 108-110 de Gandía, para ubicar imágenes, tronos-andas y demás elementos que conforman la Semana Santa de la ciudad. Este "local-museo" fue ampliado en 1996. En 1995 fue sede del VIII Encuentro Nacional de Cofradías Penitenciales. 
En 1988 se realiza el I Congreso de la Semana Santa de Gandía, que tiene lugar cada cuatro años, y en donde se elige al Presidente de la Junta Mayor de Hermandades. El máximo órgano de gobierno es su Asamblea, compuesta por tres asamblearios por cada una de las dieciocho hermandades que la componen.

### Presidente de la Junta Mayor de Hermandades
El presidente de la Junta Mayor de Hermandades es elegido durante el Congreso (desde 1988) por un período de cuatro años, con opción a ser reelegido por otro período de la misma duración.
| Nombre                    | Período       |
| ------------------------- | ------------- |
| Bernardino Lledó Sanchis  | 1955 - 1963   |
| Alfonso Peiró Castillo    | 1963 - 1973   |
| José Manuel Ramos Renau   | 1973 - 1978   |
| Francisco Moragues Mas    | 1978 - 1986   |
| Jordi Todolí Morant       | 1986 - 1988   |
| Antonio Picot Pellicer    | 1988 - 1996   |
| Juan Miguel Lloret Miñana | 1996 - 2004   |
| Jesús Montolío Escrig     | 2004 - 2012   |
| María José Martí Ferrer   | 2012 - 2020   |
| Emili Ripoll Gimeno       | 2020 - actual |

### Madrina de la Semana Santa y Camarera del Cristo Resucitado
Cada año, la Junta Mayor de Hermandades de Semana Santa elige a una mujer que considera que reúne las cualidades necesarias para ser la Madrina de la Semana Santa de Gandía, la cual ostenta también el cargo de Camarera de la imagen titular de la Junta Mayor, el Cristo Resucitado. Antes de 1985, las Madrinas ostentaban también los cargos de Fallera Mayor de Gandía y Reinas de la Feria y Fiestas.
| Nombre                        | Año  | Hermandad                               |
| ----------------------------- | ---- | --------------------------------------- |
| Marta Boluda Vicedo           | 1985 | San Pedro Apóstol                       |
| Amparo Vila Blasco            | 1986 | Santo Sepulcro                          |
| Carla Climent Pascual         | 1987 | Santa Faz                               |
| Inmaculada Bañuls Ros         | 1988 | Virgen de la Soledad                    |
| María Vicenta Guerola Belda   | 1989 | Santa Cena                              |
| Inmaculada Lloret Miñana      | 1990 | Cristo del Silencio                     |
| Mari Carmen Vila Marzal       | 1991 | Descendimiento                          |
| María Vicenta Ribes Broseta   | 1992 | Cristo de las Angustias                 |
| María Dolores Ribera Ibáñez   | 1993 | Santísima Cruz                          |
| María Dolores Pastor García   | 1994 | Oración de Jesús en el Huerto           |
| Mari Carmen Miret Gregori     | 1995 | Nuestro Padre Jesús Nazareno            |
| Mónica Martínez Pallarés      | 1996 | Cristo de la Buena Muerte               |
| Consuelo Gimeno Sendra        | 1997 | Cristo Ecce-Homo                        |
| Lorena Moragues Martínez      | 1998 | Flagelación de Jesús atado a la Columna |
| Ana Isabel Llopis García      | 1999 | Entrada de Jesús en Jerusalén           |
| Inmaculada Montolío Falquet   | 2000 | Virgen Dolorosa                         |
| Consuelo Rees Prieto          | 2001 | Cristo Yacente                          |
| Cristina Santandreu Mascarell | 2002 | Virgen de la Piedad                     |
| Irene Peiró Faus              | 2003 | Nuestro Padre Jesús Nazareno            |
| Fely Muñoz Lizarbe            | 2004 | Oración de Jesús en el Huerto           |
| Myriam Velázquez Martí        | 2005 | Virgen de la Soledad                    |
| Àngels Roselló Estruch        | 2006 | Santa Faz                               |
| María José Almiñana Pellicer  | 2007 | Cristo de la Buena Muerte               |
| María Rosario Llobell Subiela | 2008 | Santo Sepulcro                          |
| María Luisa Romero Martí      | 2009 | Oración de Jesús en el Huerto           |
| Begoña Ramos Bellver          | 2010 | Nuestro Padre Jesús Nazareno            |
| Consuelo Monzó Escrivà        | 2011 | Cristo de las Angustias                 |
| María José Tarrazó Martí      | 2012 | Cristo Ecce-Homo                        |
| María Teresa Moll Martínez    | 2013 | San Pedro Apóstol                       |
| María Sanchis Simó            | 2014 | Cristo del Silencio                     |
| Maite Vidal Nogueres          | 2015 | Santa Cena                              |
| Dolors Pallàs Moncho          | 2016 | Descendimiento                          |
| Carmen Gregori Abad           | 2017 | Virgen de la Piedad                     |
| Paqui García Juan             | 2018 | Flagelación de Jesús atado a la Columna |
| Paula Beltrán Alandete        | 2019 | Santísima Cruz                          |
| Xaro Pérez Aparisi            | 2020 | Entrada de Jesús en Jerusalén           |
| Xaro Pérez Aparisi            | 2021 | Continua en su cargo debido al Covid-19 |
| Mari Carmen Sarrió Pascual    | 2022 | Cristo Yacente                          |
| Eva Pellicer Morant           | 2023 | Virgen de la Soledad                    |
| Gloria Fernández Català       | 2024 | Santa Faz                               |

## La mujer en la Semana Santa
Aunque inicialmente la Semana Santa era propia de hombres (solo ellos podían procesionar) en los años setenta comienzan a aparecer mujeres, que en silencio y con el más absoluto anonimato, desfilan en las procesiones. Es a finales de esta década y más activamente a partir de los ochenta, cuando las Hermandades de Gandía empiezan a admitir mujeres cofrades. En 1979 lo aprueban en su Asamblea las Hermandades de San Pedro Apóstol y Descendimiento, en 1982 el Ecce-Homo... y así muchas más hasta llegar a la plena integración de la mujer.
En el 7º Congreso de Semana Santa es elegida por primera vez una mujer para ostentar el cargo de Presidente de la Junta Mayor de Hermandades de Gandía, recayendo en la persona de Maria José Martí Ferrer. 